# Fieschertal
Fieschertal é uma comuna da Suíça, no Cantão Valais, com cerca de 318 habitantes. Estende-se por uma área de 173,0 km², de densidade populacional de 1,8 hab/km².  Confina com as seguintes comunas: Bellwald, Betten, Blatten, Fiesch, Grafschaft, Grindelwald (BE), Guttannen (BE), Lauterbrunnen (BE), Münster-Geschinen, Naters, Reckingen-Gluringen. 
A língua oficial nesta comuna é o Alemão.